# Kaskaskia (rivière)
La rivière Kaskaskia est un affluent du fleuve Mississippi, situé dans l'État de l'Illinois, aux États-Unis. 

## Géographie
Elle mesure approximativement 515 km de long et est la deuxième plus grande rivière de l'État de l'Illinois. Elle alimente en eau plusieurs secteurs agricoles, notamment des fermes, ainsi que les nombreux bois et forêts qui la bordent. La Kaskaskia trouve sa source dans le centre de l'Illinois.
La rivière se jette dans le Mississippi au niveau du village de Kaskaskia (Illinois), près duquel le fort Kaskaskia avait été construit au début du XVIIIe siècle au temps de la Nouvelle-France, un peu au sud de Prairie du Rocher et du fort de Chartres, dans la région dite à l'époque du Pays des Illinois.